# Fiumetto
Fiumetto è una delle quattro località in cui è suddivisa la frazione di Marina di Pietrasanta, insieme a Tonfano, Motrone e Le Focette. Compresa tra Tonfano e Forte dei Marmi, fa parte di quella che è la “Versilia storica”. 
Il nome “Fiumetto” deriva dal fiume che scorre nella zona, peraltro classificabile come un piccolo fosso, vista la portata minima.

## Storia
Fiumetto non ha una storia molto antica, sebbene il territorio dove sorge sia stato insediamento romano.

Nel XII secolo i signori feudali versiliesi si scontrarono con Lucca, che puntava al controllo dei traffici lungo la via Aurelia e la via Francigena e cercava anche di ottenere uno sbocco sul mare. I lucchesi ne uscirono vincitori e diedero vita a due borghi fortificati: Camaiore e Pietrasanta. Il territorio di quest’ultima comprendeva anche la frazione di Fiumetto.

Tra XIII e XIV secolo, la zona fu oggetto di scontri, assedi e conquiste da parte di Pisa, Firenze, Genova e Lucca, finché nel 1513 Papa Leone X divenne arbitro nella disputa tra Lucca e Firenze e la consegnò nelle mani dei fiorentini. Con la creazione del Granducato di Toscana e il passaggio alla casa dei Medici, prima, e dei Lorena, poi, si ebbero importanti opere di bonifica del territorio: la prima di esse fu attuata dal granduca Cosimo I.

Nel XVIII secolo  Pietro Leopoldo d'Asburgo-Lorena creò il Vicariato di Pietrasanta in cui Fiumetto fu inserito. 
Dopo il periodo napoleonico, il granduca Leopoldo II avviò una seconda opera di bonifica nella pianura litoranea di Fiumetto. 

Con l'istituzione dei comuni, Fiumetto fu inserito in quello di Pietrasanta.

Nel 1860 lo Stato Toscano, e quindi Fiumetto, fu annesso al Regno d'Italia. Tra il XIX e il XX secolo si ebbe la prima vera urbanizzazione della zona, che, dopo la prima guerra mondiale, portò Fiumetto a diventare una vera e propria stazione turistica.

## Territorio

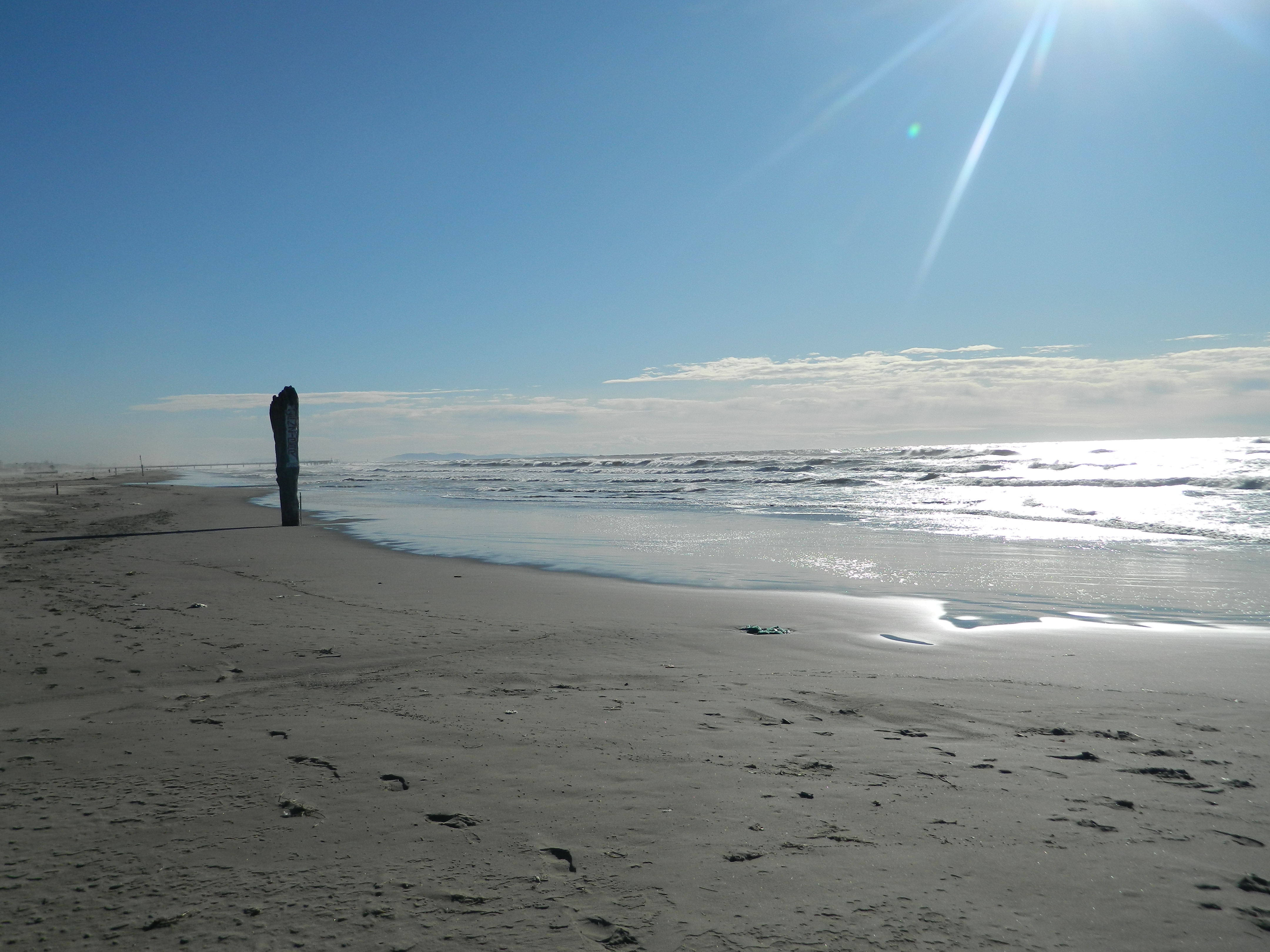
Spiaggia a Fiumetto

La zona costiera di Fiumetto è caratterizzata, come la fascia circostante, da coste basse e sabbiose formate grazie all’accumulo di sedimenti alluvionali. 

Tale fenomeno si bloccò alla fine dell’Ottocento per motivi di natura fisica e umana: l’erosione della costa da un lato e l’edificazione di stabilimenti balneari dall’altro.

Nella zona più interna, fino all'età moderna e contemporanea, i corsi d’acqua e il tipo di vegetazione rendevano Fiumetto una palude umida e malsana.
Una volta che la palude si ritirò, anche grazie agli interventi di bonifica, iniziarono a spuntare i primi arbusti, e da lì ebbe origine la Macchia mediterranea.

La macchia era una vasta distesa verde composta da querce, ontani e lecci, che si estendeva per una lunghezza di 9 chilometri circa, dal Cinquale fino a Motrone.

Aveva origine nel bosco planiziale toscano e terminava al ridosso della spiaggia di Marina di Pietrasanta. 
Ad oggi, ciò che rimane a Fiumetto della Macchia, è una parte di bosco costituito in prevalenza da pini e lecci: la Versiliana.

I pini furono introdotti dall'uomo a fine Ottocento e furono alla base della nascente industria del pinolo.

Molti tentarono di impedire la scomparsa della Macchia: lo Stato lucchese e la Repubblica di Firenze imposero, entrambi, norme contro l’introduzione del bestiame all’interno della zona, l’abbattimento di piante e l’accensione di focolari. Sotto il successivo comune di Pietrasanta furono emanati permessi di pascolo per i privati, vennero tagliati alberi per ricavarne legna e molte parti del bosco subirono tagli abusivi.

## Clima
I valori climatici di Fiumetto rientrano nel clima di Marina di Pietrasanta: gli inverni sono miti e temperati e le estati calde. La temperatura media è di 14.6 °C e il valore di piovosità media annuale è 939 mm.

Il mese più caldo è agosto, con una temperatura media di 23.1 °C, mentre gennaio è il mese più freddo, con una temperatura media di 6.9 °C. Perciò la variazione di temperature medie durante l’anno è di 16.2 °C.

Il mese più secco è luglio con una media di 26 mm di precipitazioni, mentre il mese più piovoso è ottobre con una media di 121 mm di precipitazioni. La differenza di precipitazioni medie è quindi 95 mm.

## Impaludamento e bonifica

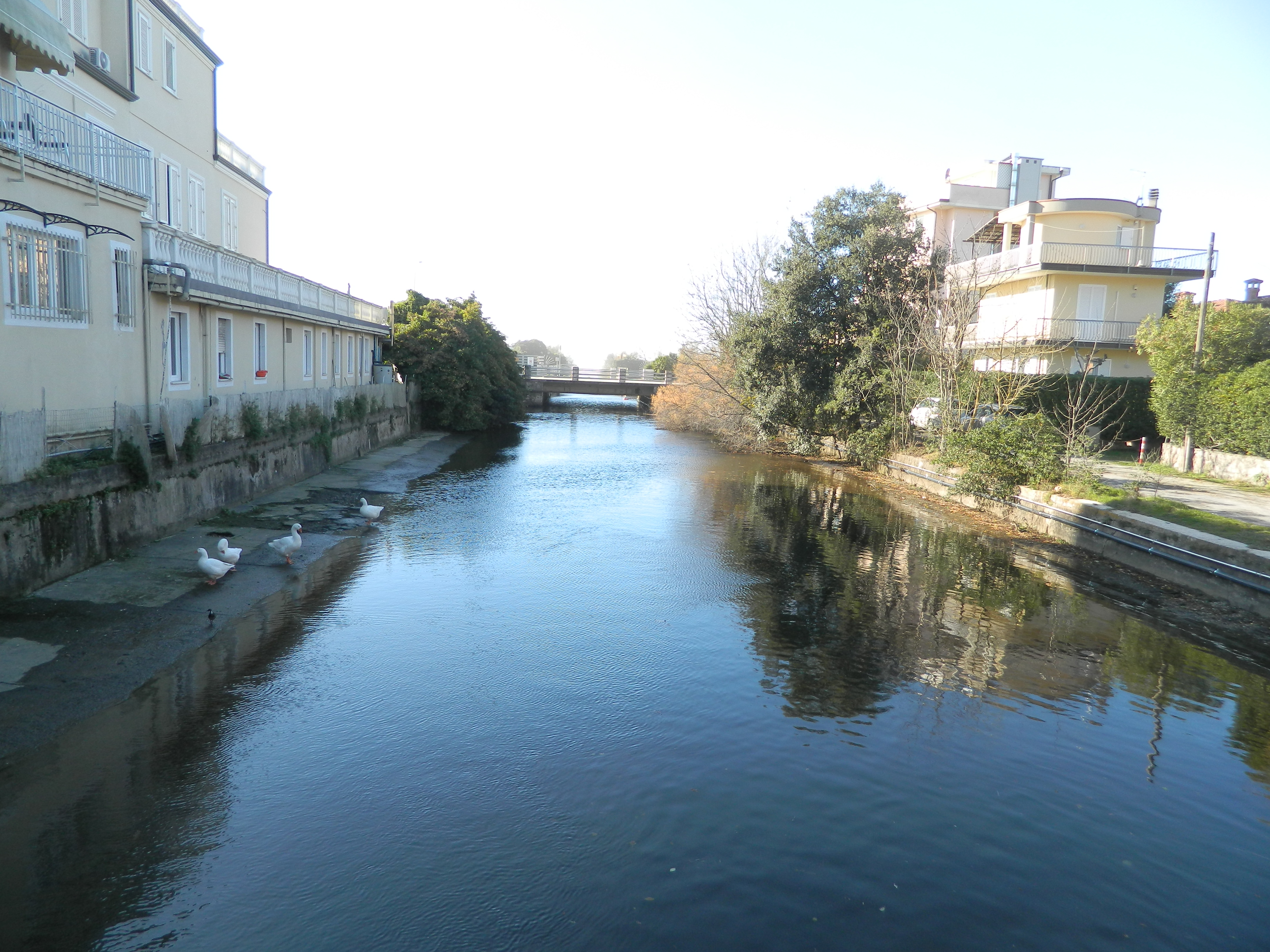
Fosso Fiumetto

L’impaludamento nella località di Fiumetto trovò la sua causa nella gestione del fiume Versilia.
Il fiume era spesso in piena già ai tempi dei Romani, il che li portò a costruire opere idrauliche adatte a contenerne le uscite, opere che però furono distrutte dalle invasioni barbariche.

Dal Cinquecento in poi, Cosimo I e i Granduchi di Toscana si impegnarono in opere di bonifica del territorio, ma i problemi relativi alla palude si protrassero fino all’Ottocento.

Nel 1632 il fiume Versilia fu deviato nel Fiumetto, all’altezza di Ponterosso, e si vennero a creare due rami: uno a Forte dei Marmi e uno a Lago di Porta. Questa situazione rimase stabile fino al 1704, quando il corso venne fatto confluire interamente nel Lago di Porta.

Il ramo che passava da Forte dei Marmi e proseguiva a Fiumetto rimase senza alimentazione pertanto, unitamente all’avanzamento della costa, si stagnò e divenne un fossato.

Successivamente, il Fiumetto fu sistemato e reindirizzato: dopo un percorso di 4 km, esso confluisce col fosso di Tonfano e sfocia in mare.

## Economia e turismo
L’economia si basa in prevalenza sul turismo, essendo Fiumetto una zona balneare.

Il turismo soppiantò quella che precedentemente era la principale attività di guadagno di Fiumetto, ovvero la produzione di pinoli.

Gli stabilimenti balneari, in cui la spiaggia è organizzata, sono dotati di moderne attrezzature, comprese piscine e ampi spazi che garantiscono il libero movimento dei bagnanti.

Il turismo iniziò negli anni Venti, si bloccò con la seconda guerra mondiale, e riprese poi negli anni Cinquanta e Sessanta, quando l’abitudine della villeggiatura balneare di massa raggiunse il suo apice.
I primi turisti furono i pietrasantini, che, nei mesi estivi, utilizzavano il tram per spostarsi dalla città alla spiaggia.

Nei primi tempi le spiagge erano provviste di semplici capanne poste sul litorale, finché Bianca Coluccini, all’inizio degli anni Venti, decise di costruire un albergo posto sulla sponda sinistra del Fiumetto, che divenne la prima attrezzatura ricettiva moderna. Tutt’oggi in questa zona sorge lo storico bagno Coluccini.

## Società
L’aumento demografico avvenne solo dopo i numerosi interventi di bonifica del territorio, che portarono alla nascita delle prime case e villette sulla costa.

Il primo vero sviluppo edilizio, però, si ebbe solo dopo la prima guerra mondiale. La tecnica utilizzata per assegnare ad ognuno il proprio terreno era quella del “tiro di sasso”: si partiva da un punto, si lanciava il sasso, e la distanza tra il punto di partenza e di arrivo del sasso indicava lo spazio “acquistato”.

## Luoghi di interesse

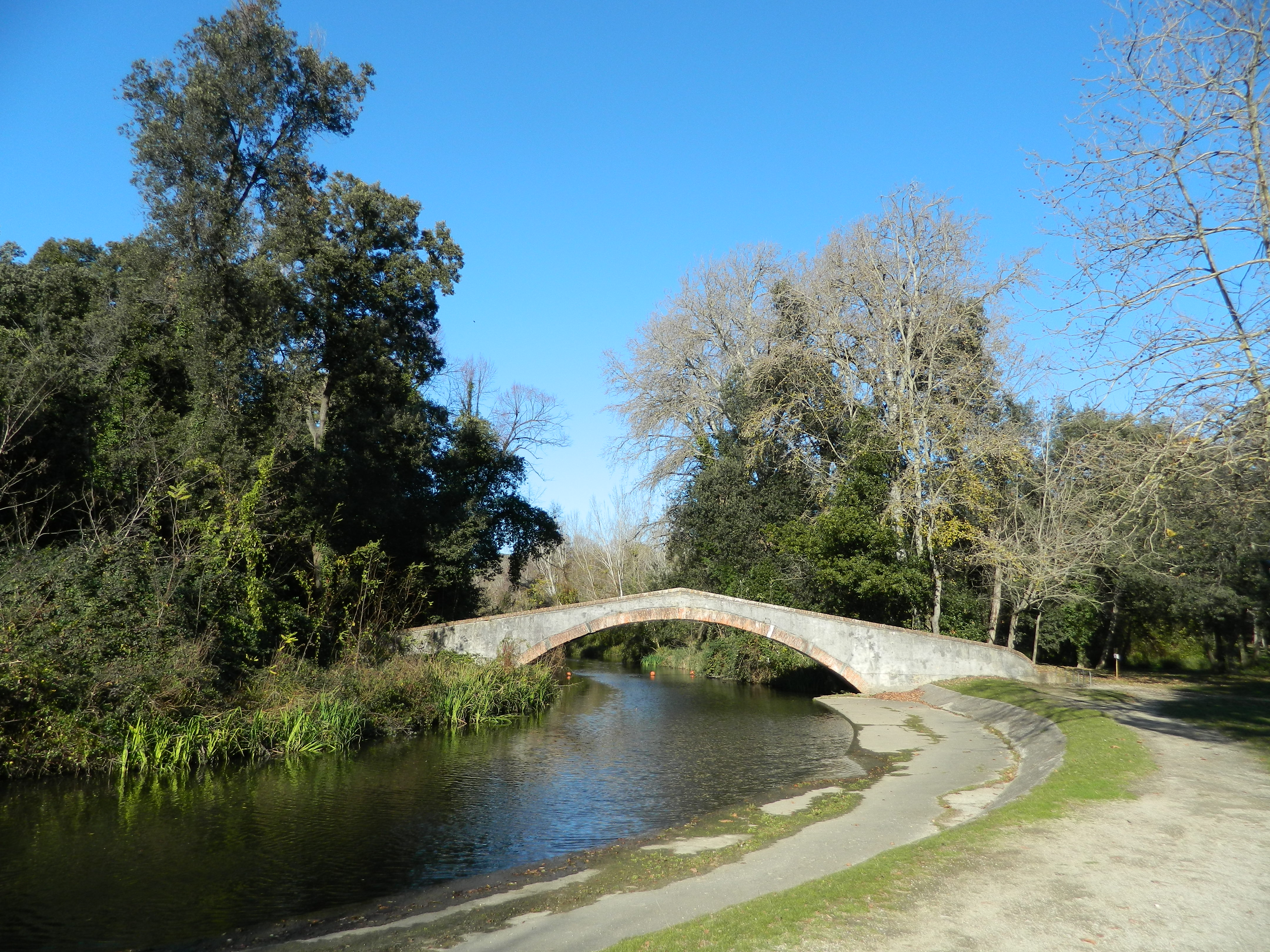
Ponte del Principe

### Il ponte del Principe
Il nominativo “Principe” deriva dal principe che lo fece costruire, Leopoldo II d'Asburgo-Lorena, Granduca di Toscana dal 1765 al 1790.
L’edificazione del ponte risale al 1785.
 
Collegando due tratti della pineta, separati altrimenti dal corso del Fiumetto, favoriva il transito dei drappelli della cavalleria leggera, che era addetta alla vigilanza della costa.

### La Versiliana

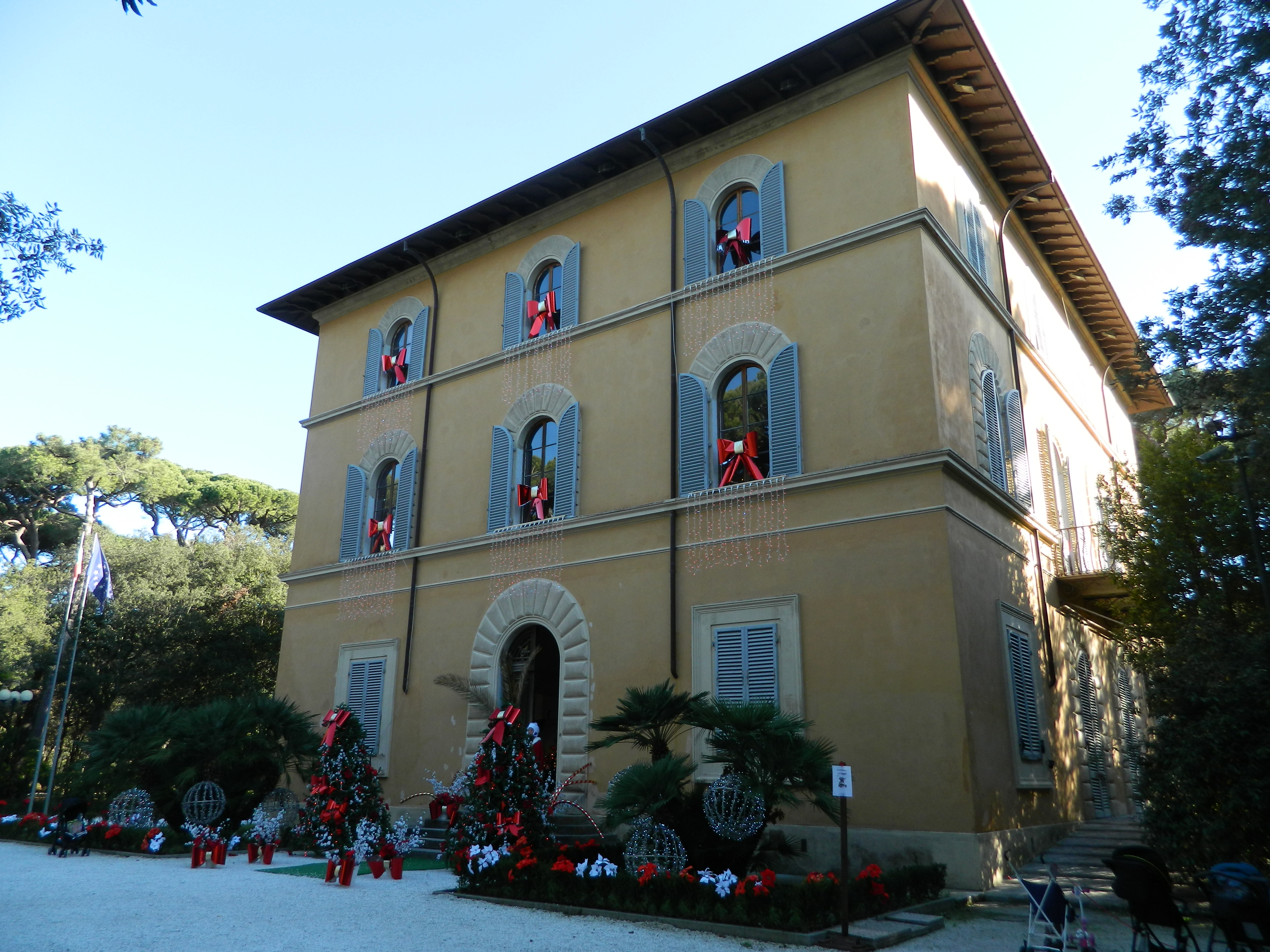
Villa Versiliana

Il parco della Versiliana costituisce una delle maggiori attrazioni per i turisti, sia dal punto di vista naturale che culturale. Il bosco garantisce uno spazio per chi vuole fare footing, portare il cane a spasso o semplicemente fare una passeggiata circondato dal verde. 

Il numero di alberi si è fortemente ridotto in seguito alla tormenta di vento del 5 marzo 2015 che ne ha causato la caduta.
Da allora la Versiliana è quasi più simile a una pianura che a un bosco.

Il parco fu di proprietà della famiglia pietrasantina Digerini Nuti, che nel 1886 vi fece costruire la famosa villa Versiliana, dove ospitò personaggi di spicco come Renato Fucini, autore dei racconti Le veglie di Neri e il grande poeta Gabriele D'Annunzio, accompagnato dall’amante Alessandra Carlotti di Rudinì.

D'Annunzio vi trascorse diverse estati in villeggiatura nei primi anni del Novecento, e qui che nel 1902 compose la celebre poesia La pioggia nel pineto, ispirato proprio dall’atmosfera e dall’ambiente della Versiliana.
La villa fu poi acquistata dal comune di Pietrasanta nel 1980.
Queste sono le parole usate dal poeta Gabriele D'Annunzio per descrivere il paesaggio della Versiliana:
(Gabriele D'Annunzio, Alcyone, La pioggia nel pineto)

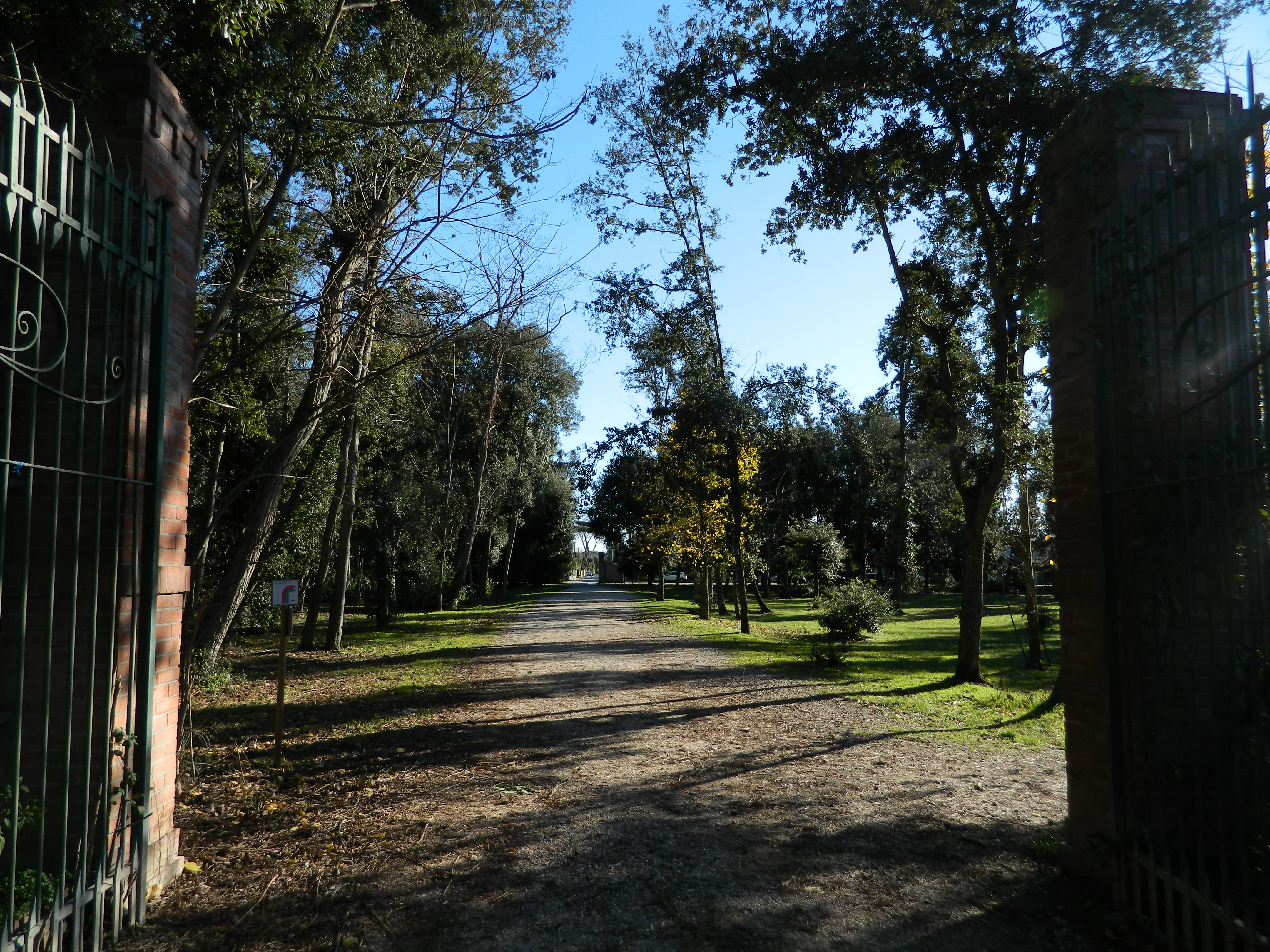
Parco della Versiliana

## Cultura e tradizioni

### Festival della Versiliana
Il “Festival della Versiliana” si tiene nei mesi di luglio e agosto. L’interno della villa ospita mostre d’arte e d’antiquariato, mentre all’esterno si organizzano incontri culturali pomeridiani, attività ricreative per i bambini, spettacoli di teatro classico e moderno, balletti e concerti.

L’iniziativa partì nel 1951 dal comune e dall’Azienda Autonoma Riviera della Versilia, che decisero di mettere in scena una serie di rappresentazioni teatrali in prosa. A questo fine, con l’autorizzazione del proprietario della villa, venne utilizzato lo spazio all’aperto della pineta.

Il numero e la varietà di spettacoli e manifestazioni aumentò nel 1980, quando la Versiliana passò sotto il comune di Pietrasanta.

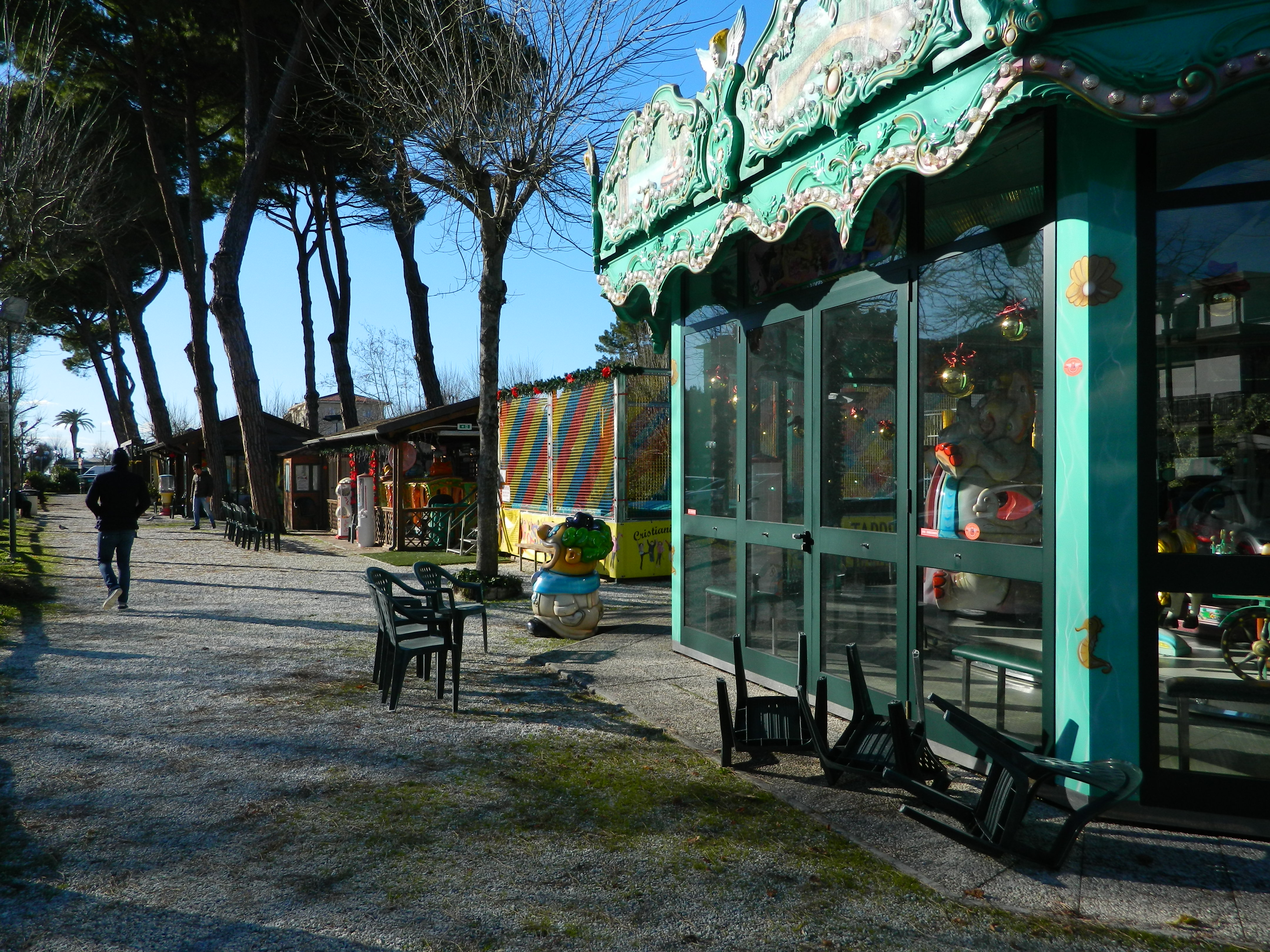
Giostrine di Fiumetto in piazza D'Annunzio

### Mercato e giostre
Ogni domenica, presso piazza D’Annunzio, si tiene il mercato artigianale della zona.

Nella stessa piazza, le giostrine storiche di Fiumetto costituiscono una costante attrazione per bambini e ragazzi.

## Sport
Lo sport velico e il surf sono tra gli sport più praticati, vista la presenza del mare. Molti stabilimenti balneari dispongono anche di personale specializzato all’insegnamento di tali discipline.

Numerosi anche i campi da tennis, sport tipico della villeggiatura, piste da pattinaggio e campi da calcetto. Il parco della Versiliana ospita scuderie e ampi spazi per praticare equitazione.

## Infrastrutture e trasporti
Nel 1913 fu inaugurata la linea tranviaria Fiumetto-Forte dei Marmi.
Nel 1915 venne inaugurata anche la linea Pietrasanta-Fiumetto, istituita dalla Società Elettrica Tranviaria Litoranea. Essa permetteva lo spostamento di merci e persone all’interno della località e percorreva il tratto che affianca l'attuale viale Apua, che non a caso ha andamento rettilineo.

Fino ad allora, infatti, per spostarsi dal centro alla costa, si erano utilizzati dei carri trainati da cavalli e provvisti di sedili, che gli abitanti chiamavano ironicamente “tram”.

Oggi il trasporto pubblico locale è gestito dalla compagnia di trasporto CTT Nord.